# Giro di Slovenia 2002
Il Giro di Slovenia 2002, nona edizione della corsa, si svolse dal 7 al 12 maggio su un percorso di 1019 km ripartiti in 7 tappe, con partenza a Čatež e arrivo a Novo Mesto. Fu vinto dal russo Evgenij Petrov della Mapei-Quick Step-Latexco davanti allo sloveno Dean Podgornik e all'austriaco Hannes Hempel.

## Tappe
| Tappa  | Data      | Percorso                        | km   | Vincitore di tappa | Leader cl. generale |
| ------ | --------- | ------------------------------- | ---- | ------------------ | ------------------- |
| 1ª     | 7 maggio  | Čatež > Beltinci                | 190  | Aurélien Clerc     | Aurélien Clerc      |
| 2ª     | 8 maggio  | Radenci > Ptuj                  | 120  | Marko Sepic        | Marko Sepic         |
| 3ª     | 8 maggio  | Ptuj > Ptuj (cron. individuale) | 13   | Dean Podgornik     | Dean Podgornik      |
| 4ª     | 9 maggio  | Slovenska Bistrica > Lubiana    | 161  | Filippo Pozzato    | Dean Podgornik      |
| 5ª     | 10 maggio | Ivančna Gorica > Aidussina      | 175  | Evgenij Petrov     | Dean Podgornik      |
| 6ª     | 11 maggio | Nova Gorica > Kranj             | 182  | Boštjan Mervar     | Evgenij Petrov      |
| 7ª     | 12 maggio | Ribnica > Novo Mesto            | 178  | Filippo Pozzato    | Evgenij Petrov      |
| Totale | Totale    | Totale                          | 1019 |                    |                     |

## Dettagli delle tappe

### 1ª tappa
- 7 maggio: Čatež > Beltinci – 190 km

| Pos. | Corridore      | Squadra    | Tempo    |
| ---- | -------------- | ---------- | -------- |
| 1    | Aurélien Clerc | Mapei      | 4h47'37" |
| 2    | Boštjan Mervar | Perutnina  | s.t.     |
| 3    | Dean Podgornik | HiT Casino | s.t.     |

| Pos. | Corridore      | Squadra | Tempo    |
| ---- | -------------- | ------- | -------- |
| 1    | Aurélien Clerc | Mapei   | 4h47'25" |

### 2ª tappa
- 8 maggio: Radenci > Ptuj – 120 km

| Pos. | Corridore        | Squadra    | Tempo    |
| ---- | ---------------- | ---------- | -------- |
| 1    | Marko Sepic      |            | 2h41'45" |
| 2    | Lars Wackernagel | LTA        | s.t.     |
| 3    | Dean Podgornik   | HiT Casino | a 1'14"  |

| Pos. | Corridore   | Squadra | Tempo    |
| ---- | ----------- | ------- | -------- |
| 1    | Marko Sepic |         | 7h29'16" |

### 3ª tappa
- 8 maggio: Ptuj > Ptuj (cron. individuale) – 13 km

| Pos. | Corridore      | Squadra    | Tempo  |
| ---- | -------------- | ---------- | ------ |
| 1    | Dean Podgornik | HiT Casino | 16'10" |
| 2    | Evgenij Petrov | Mapei      | a 14"  |
| 3    | Jure Zrimsek   | Perutnina  | a 26"  |

| Pos. | Corridore      | Squadra    | Tempo    |
| ---- | -------------- | ---------- | -------- |
| 1    | Dean Podgornik | HiT Casino | 7h46'40" |

### 4ª tappa
- 9 maggio: Slovenska Bistrica > Lubiana – 161 km

| Pos. | Corridore       | Squadra      | Tempo    |
| ---- | --------------- | ------------ | -------- |
| 1    | Filippo Pozzato | Mapei        | 3h45'24" |
| 2    | Dean Podgornik  | HiT Casino   | s.t.     |
| 3    | Richard Faltus  | Sparta Praha | s.t.     |

| Pos. | Corridore      | Squadra    | Tempo     |
| ---- | -------------- | ---------- | --------- |
| 1    | Dean Podgornik | HiT Casino | 11h31'57" |

### 5ª tappa
- 10 maggio: Ivančna Gorica > Aidussina – 175 km

| Pos. | Corridore       | Squadra    | Tempo    |
| ---- | --------------- | ---------- | -------- |
| 1    | Evgenij Petrov  | Mapei      | 4h18'58" |
| 2    | Hannes Hempel   | Gericom    | s.t.     |
| 3    | Massimo Demarin | HiT Casino | s.t.     |

| Pos. | Corridore      | Squadra    | Tempo     |
| ---- | -------------- | ---------- | --------- |
| 1    | Dean Podgornik | HiT Casino | 11h31'57" |

### 6ª tappa
- 11 maggio: Nova Gorica > Kranj – 182 km

| Pos. | Corridore      | Squadra    | Tempo    |
| ---- | -------------- | ---------- | -------- |
| 1    | Boštjan Mervar | Perutnina  | 4h23'15" |
| 2    | Dean Podgornik | HiT Casino | s.t.     |
| 3    | Damon Kluck    | Saturn     | s.t.     |

| Pos. | Corridore      | Squadra | Tempo     |
| ---- | -------------- | ------- | --------- |
| 1    | Evgenij Petrov | Mapei   | 20h14'28" |

### 7ª tappa
- 12 maggio: Ribnica > Novo Mesto – 178 km

| Pos. | Corridore       | Squadra     | Tempo    |
| ---- | --------------- | ----------- | -------- |
| 1    | Filippo Pozzato | Mapei       | 4h06'53" |
| 2    | Mauro Gerolimon | Site-Frezza | s.t.     |
| 3    | Boštjan Mervar  | Perutnina   | s.t.     |

| Pos. | Corridore      | Squadra    | Tempo     |
| ---- | -------------- | ---------- | --------- |
| 1    | Evgenij Petrov | Mapei      | 24h21'21" |
| 2    | Dean Podgornik | HiT Casino | a 34"     |
| 3    | Hannes Hempel  | Gericom    | a 1'01"   |

## Classifiche finali

### Classifica generale
| Pos. | Corridore        | Squadra    | Tempo     |
| ---- | ---------------- | ---------- | --------- |
| 1    | Evgenij Petrov   | Mapei      | 24h21'21" |
| 2    | Dean Podgornik   | HiT Casino | a 34"     |
| 3    | Hannes Hempel    | Gericom    | a 1'01"   |
| 4    | Massimo Demarin  | HiT Casino | a 1'02"   |
| 5    | Jure Golčer      | Perutnina  | a 1'12"   |
| 6    | Patrik Sinkewitz | Mapei      | a 1'22"   |
| 7    | Valter Bonča     | Perutnina  | a 1'37"   |
| 8    | Tomaž Nose       | Perutnina  | a 1'48"   |
| 9    | Alan Iacuone     | iteamNOVA  | a 2'08"   |
| 10   | Fraser McMaster  | Volksbank  | a 2'13"   |